# Соколка (Пензенская область)
Соко́лка — село, центр Сокольского сельсовета Сердобского района Пензенской области.

## География
Село расположено в юго-западной части Сердобского района, в 2 км южнее реки Камзолки. Расстояние до районного центра город Сердобск — 25 км, до пгт Беково — 15 км.

## История
По мнению краеведа Полубоярова М. С., село основано между 1721 и 1745 годами помещиком Акимом Осиповичем Названовым. На плане Генерального межевания в 1790 году обозначено как село Троицкое, Соколка тож Сердобского уезда Саратовской губернии. В 1792 году на средства полковника Названова построена каменная трёхпрестольная церковь, с колокольней, во имя Святой Троицы и пределами во имя Архистратига Михаила и во имя святого Богоотца Иоакима и Анны, которая в 1901 году перенесена и расширена. Освящение предельного храма во имя Архистратига Михаила состоялось 4 июля 1902 года. В 1795 году — село Троицкое, Саколка тож, владение гвардии поручика Акима Осиповича Названова, 120 дворов, 599 ревизских душ. До отмены крепостного права село Соколка принадлежало помещикам Бурцевым и помещику А. М. Устинову: у него дворов — 44, число крепостных душ мужского пола — 258; 12 тягол оброчных (платили с тягла 43 рубля в год), 85 — на барщине. В 1859 году — владельческое село Троицкое (Соколка) при речке Соколке, 200 дворов, число жителей всего 1416, из них мужского пола — 726, женского — 690; в селе православная церковь, 2 поташных завода. В 1911 году — село Соколка, волостной центр Сердобского уезда Саратовской губернии, в селе церковь, церковно-приходская школа, земское двухклассное училище, фельдшерско-акушерский пункт; всего 443 двора, численность населения: всего душ — 2870, из них — 1390 мужского пола и 1480 — женского; площадь посева у крестьян 2990 десятин, из них на надельной земле — 1301 десятина, на купленной — 1435 десятин, на арендованной — 254 десятины; имелось 130 железных плугов, 4 сеялки, 4 жнейки, 5 молотилок, 27 веялок. В начале XX века в селе начало развиваться гончарное дело, изготавливали горшки, корчаги, кринки, дымовые трубы. В 1929 году была организована гончарная артель, существовавшая до 1958 года, отдельные мастера работали до 1970-х годов. Изделия сокольских мастеров хранятся в Государственном Русском музее, музеях Пензы, Саратова, Сердобска. Соколка до 1923 года — центр Сокольской волости, затем вошла в Сердобскую волость, в 1927 году — центр сельсовета Сердобской волости Сердобского уезда Саратовской губернии. С 1928 года — центр Сокольского сельсовета Сердобского района Балашовского округа Нижне-Волжского края (с 30 июля 1930 года Балашовский округ упразднён, район вошёл в Нижне-Волжский край). С 1934 года — село Соколка Сердобского района Саратовского края, а с 1936 года — Саратовской области. В феврале 1939 года Соколка, центр сельсовета Сердобского района, вошла в состав вновь образованной Пензенской области. В 1955 году в селе располагался колхоз «Красный пахарь». В 1970—1980-х годах в селе действовал совхоз «Сокольский», на базе которого в 1992 году создано АО «Сокол».

## Население
| 1745  | 1795  | 1816  | 1859  | 1877  | 1886  | 1897  |
| ----- | ----- | ----- | ----- | ----- | ----- | ----- |
| 560   | ↗1198 | ↗1604 | ↘1416 | ↗1729 | ↗2118 | ↗2368 |
| 1911  | 1926  | 1928  | 1939  | 1959  | 1979  | 1989  |
| ↗2870 | ↗3262 | ↗3352 | ↘1559 | ↘1296 | ↘1060 | ↘834  |
| 1998  | 2002  | 2010  |       |       |       |       |
| ↗859  | ↘770  | ↘687  |       |       |       |       |

## Инфраструктура
Село газифицировано, имеется центральное водоснабжение. В Соколке располагаются основная общеобразовательная школа, детский сад «Берёзка», дом культуры, библиотека, амбулатория, аптека, стадион, магазин, почтовое отделение, отделение Сбербанка России. Через село проходит асфальтированная трасса регионального значения «Тамбов-Пенза-Колышлей-Сердобск-Беково».

## Улицы
- Калинина;
- Ленина;
- Лесная;
- Луговая;
- Мало-Песчаная;
- Молодёжная;
- Московская;
- Пензенская;
- Песчаная;
- Садовая;
- Саратовская;
- Сердобская;
- Школьная.

## Достопримечательности
- Памятник воинам-землякам, погибшим в годы Великой Отечественной войны[11];
- Храм Троицы Животворящей, с приделами во имя Архистратига Михаила и в честь святого Богоотца Иоакима и Анны (недействующий)[17].